# 大花蝇子草
大花蝇子草（学名：Silene grandiflora）为石竹科蝇子草属的植物，为中国的特有植物。分布在中国大陆的云南等地，生长于海拔2,000米的地区，一般生长在灌丛草地，目前尚未由人工引种栽培。
种名grandiflora意为“大花的”。

## 别名
金蝴蝶（植物名实图考） 大花女娄菜（中国高等植物图鉴）

## 异名
- Silene grandiflora Franch. var. xerobatica W. W. Smith

## 延伸阅读
[在维基数据编辑]
 《植物名實圖考·金蝴蝶》，出自吳其濬《植物名實圖考》